# Imre Tóth
Imre Tóth (Budapest, 6 settembre 1985) è un pilota motociclistico ungherese, ritiratosi dall'attività agonistica.

## Carriera
Esordisce nella classe 125 del motomondiale nel 2002 con la Honda, nel team Semprucci Angaia Racing, con compagno di squadra Noboru Ueda. In questa stagione non ottiene punti, stessa sorte l'anno successivo. Nel motomondiale 2004 passa ad una motocicletta Aprilia, ma rimanendo nello stesso team, con Vesa Kallio come compagno di squadra; conclude la stagione al 29º posto. Nella stagione 2005 rimane nello stesso team rinominato Road Racing Team Hungary, con compagno di squadra Vincent Braillard e termina la stagione al 28º posto. Nel 2006 passa al Team Tóth, senza ottenere punti. Nel 2007 passa alla classe 250 nel Team Tóth Aprilia, con Héctor Barberá come compagno di squadra, concludendo la stagione al 28º posto; anche nel 2008 viene confermato nel team; termina la stagione in 20ª posizione. Nel 2009 viene confermato nel team di proprietà del padre con compagno di squadra Mattia Pasini, giungendo 22º.
Nel 2010 passa nel mondiale Supersport partecipando come wildcard ad otto gare con una Honda CBR600RR sempre nel Team Toth. Racimola solo due punti grazie ad un 14º posto al Gran Premio di Germania, posizionandosi 37º nella graduatoria mondiale piloti. Partecipa anche al Campionato mondiale Supersport 2011 sempre in sella ad una Honda del Team Hungary Toth. Il suo compagno di squadra è Balázs Németh, chiude la stagione al diciannovesimo posto con 13 punti. Rimanendo nello stesso team e con la stessa moto, partecipa anche al campionato mondiale supersport del 2012 e del 2013. Nel 2012 chiude 20º con 19 punti, ottenendo il miglior risultato della sua carriera in una gara mondiale; chiude al quarto posto il Gran premio d'italia a Monza. La stagione successiva si rivela avara di risultati, Tóth infatti chiude la sua stagione con zero punti all'attivo.
Nel 2014 passa al campionato mondiale Superbike, dove guida una BMW S1000 RR del BMW Team Toth. Riesce ad andare a punti in due occasioni totalizzando 5 punti che gli valgono la ventottesima piazza assoluta in classifica mondiale. Nel 2015 guida la stessa moto per lo stesso team. Riesce ad andare a punti nelle due gare di Imola e nell'ultimo atto del mondiale a Losail, ottenendo in totale 7 punti che gli valgono la trentesima posizione assoluta nel mondiale, appena dietro al compagno di squadra e connazionale Gábor Rizmayer. Nel 2016 rimane nello stesso team cambiando però motocicletta; viene utilizzata infatti la nuova Yamaha YZF-R1. In questa stagione Toth è costretto a saltare diversi Gran Premi a causa di infortuni. Il suo posto in squadra viene preso dal polacco Paweł Szkopek. Chiude la stagione senza ottenere punti validi per la classifica mondiale.
Terminata la carriera agonistica rimane nel mondo del motociclismo continuando a svolgere mansioni manageriali.

## Risultati in gara

### Motomondiale

#### Classe 125
| 2002 | Classe | Moto  |    |    |    |    |    |    |    |    |    |    |     |    |    |    |    |    |  | Punti | Pos. |
| ---- | ------ | ----- | -- | -- | -- | -- | -- | -- | -- | -- | -- | -- | --- | -- | -- | -- | -- | -- |  | ----- | ---- |
| 2002 | 125    | Honda | 18 | 23 | 27 | 22 | 21 | 23 | 27 | 20 | 25 | 26 | Rit | 28 | 23 | 22 | 23 | 25 |  | 0     |      |

| 2003 | Classe | Moto  |    |     |    |    |    |    |    |    |     |    |     |    |    |    |    |    |  | Punti | Pos. |
| ---- | ------ | ----- | -- | --- | -- | -- | -- | -- | -- | -- | --- | -- | --- | -- | -- | -- | -- | -- |  | ----- | ---- |
| 2003 | 125    | Honda | 24 | Rit | 26 | 23 | 27 | 20 | 23 | 17 | Rit | 23 | Rit | 28 | 23 | 22 | 23 | 25 |  | 0     |      |

| 2004 | Classe | Moto    |    |    |    |    |    |    |    |     |    |     |     |     |    |    |    |    |  | Punti | Pos. |
| ---- | ------ | ------- | -- | -- | -- | -- | -- | -- | -- | --- | -- | --- | --- | --- | -- | -- | -- | -- |  | ----- | ---- |
| 2004 | 125    | Aprilia | 22 | 26 | 21 | 16 | 19 | 10 | 18 | Rit | 19 | Rit | Rit | Rit | 25 | 18 | 21 | 21 |  | 6     | 29º  |

| 2005 | Classe | Moto    |    |    |    |   |    |     |    |    |    |    |    |    |    |    |     |    |    | Punti | Pos. |
| ---- | ------ | ------- | -- | -- | -- | - | -- | --- | -- | -- | -- | -- | -- | -- | -- | -- | --- | -- | -- | ----- | ---- |
| 2005 | 125    | Aprilia | 16 | 22 | 30 | 9 | 25 | Rit | 25 | NE | 26 | 20 | 18 | 21 | 22 | 29 | Rit | 24 | 21 | 7     | 27º  |

| 2006 | Classe | Moto    |    |     |    |    |    |    |    |    |     |    |    |    |    |     |    |    |    | Punti | Pos. |
| ---- | ------ | ------- | -- | --- | -- | -- | -- | -- | -- | -- | --- | -- | -- | -- | -- | --- | -- | -- | -- | ----- | ---- |
| 2006 | 125    | Aprilia | 26 | Rit | 29 | 32 | 20 | 25 | 27 | 29 | Rit | 27 | NE | 20 | 23 | Rit | 25 | 18 | 33 | 0     |      |

| Legenda | 1º posto        | 2º posto            | 3º posto            | A punti      | Senza punti        | Grassetto – Pole position Corsivo – Giro più veloce |
| Legenda | Gara non valida | Non qual./Non part. | Ritirato/Non class. | Squalificato | '-' Dato non disp. | Grassetto – Pole position Corsivo – Giro più veloce |

#### Classe 250
| 2007 | Classe | Moto    |    |    |     |    |     |    |    |    |    |     |    |    |    |    |    |     |    |    | Punti | Pos. |
| ---- | ------ | ------- | -- | -- | --- | -- | --- | -- | -- | -- | -- | --- | -- | -- | -- | -- | -- | --- | -- | -- | ----- | ---- |
| 2007 | 250    | Aprilia | 19 | 18 | Rit | 18 | Rit | 22 | 22 | 15 | 22 | Rit | NE | 19 | 17 | 15 | 18 | Rit | 21 | 23 | 2     | 28º  |

| 2008 | Classe | Moto    |     |    |    |    |    |    |     |     |    |    |    |  |     |    |    |    |    |    | Punti | Pos. |
| ---- | ------ | ------- | --- | -- | -- | -- | -- | -- | --- | --- | -- | -- | -- |  | --- | -- | -- | -- | -- | -- | ----- | ---- |
| 2008 | 250    | Aprilia | Rit | 15 | 18 | 16 | 18 | 15 | Rit | Rit | 20 | 17 | NE |  | Rit | AN | 22 | 13 | 15 | 13 | 9     | 20º  |

| 2009 | Classe | Moto    |    |    |    |   |    |     |    |    |    |    |    |    |    |    |    |     |    |  | Punti | Pos. |
| ---- | ------ | ------- | -- | -- | -- | - | -- | --- | -- | -- | -- | -- | -- | -- | -- | -- | -- | --- | -- |  | ----- | ---- |
| 2009 | 250    | Aprilia | 17 | 13 | 16 | 9 | 15 | Rit | 15 | NE | 18 | 17 | 17 | 17 | 18 | 18 | 18 | Rit | 19 |  | 12    | 22º  |

| Legenda | 1º posto        | 2º posto            | 3º posto            | A punti      | Senza punti        | Grassetto – Pole position Corsivo – Giro più veloce |
| Legenda | Gara non valida | Non qual./Non part. | Ritirato/Non class. | Squalificato | '-' Dato non disp. | Grassetto – Pole position Corsivo – Giro più veloce |

### Campionato mondiale Supersport
| 2010 | Moto  |  |  |  |    |    |  |  |    |    |    |    |     |     |  | Punti | Pos. |
| ---- | ----- |  |  |  | -- | -- |  |  | -- | -- | -- | -- | --- | --- |  | ----- | ---- |
| 2010 | Honda |  |  |  | 16 | 16 |  |  | 19 | 19 | 23 | 14 | Rit | Rit |  | 2     | 36º  |

| 2011 | Moto  |    |    |    |     |    |    |    |    |    |    |    |     |  |  | Punti | Pos. |
| ---- | ----- | -- | -- | -- | --- | -- | -- | -- | -- | -- | -- | -- | --- |  |  | ----- | ---- |
| 2011 | Honda | 15 | 16 | 11 | Rit | 20 | 15 | 13 | 17 | 14 | 15 | 20 | Rit |  |  | 13    | 19º  |

| 2012 | Moto  |    |     |    |   |     |    |     |    |    |    |    |    |    |  | Punti | Pos. |
| ---- | ----- | -- | --- | -- | - | --- | -- | --- | -- | -- | -- | -- | -- | -- |  | ----- | ---- |
| 2012 | Honda | 18 | Rit | 16 | 4 | Rit | 13 | Rit | 19 | 17 | 24 | 20 | 20 | 13 |  | 19    | 20º  |

| 2013 | Moto  |    |     |  |    |    |    |    |    |    |    |    |    |    |  | Punti | Pos. |
| ---- | ----- | -- | --- |  | -- | -- | -- | -- | -- | -- | -- | -- | -- | -- |  | ----- | ---- |
| 2013 | Honda | 22 | Rit |  | 23 | 26 | 23 | 17 | AN | 21 | 25 | 23 | 21 | 24 |  | 0     |      |

| Legenda | 1º posto        | 2º posto            | 3º posto           | A punti      | Senza punti        | Grassetto – Pole position Corsivo – Giro più veloce |
| Legenda | Gara non valida | Non qual./Non part. | Ritirato/Non class | Squalificato | '-' Dato non disp. | Grassetto – Pole position Corsivo – Giro più veloce |

### Campionato mondiale Superbike
| 2014 | Moto |    |    |    |    |    |    |    |    |    |    |    |    |    |    |  |  |  |  |    |     |    |    |    |    |  |  |  |  | Punti | Pos. |
| ---- | ---- | -- | -- | -- | -- | -- | -- | -- | -- | -- | -- | -- | -- | -- | -- |  |  |  |  | -- | --- | -- | -- | -- | -- |  |  |  |  | ----- | ---- |
| 2014 | BMW  | 16 | 19 | 18 | 17 | 20 | 16 | 20 | 19 | 18 | 20 | 14 | 18 | NP | NP |  |  |  |  | 18 | Rit | 20 | 13 | 18 | 17 |  |  |  |  | 5     | 28º  |

| 2015 | Moto |    |    |    |    |    |    |     |     |    |    |    |    |    |    |    |    |    |    |    |    |    |    |    |    |    |    |  |  | Punti | Pos. |
| ---- | ---- | -- | -- | -- | -- | -- | -- | --- | --- | -- | -- | -- | -- | -- | -- | -- | -- | -- | -- | -- | -- | -- | -- | -- | -- | -- | -- |  |  | ----- | ---- |
| 2015 | BMW  | 20 | 17 | 18 | 18 | 18 | 20 | Rit | Rit | 15 | 12 | 19 | 17 | 20 | 19 | 22 | 22 | 16 | 17 | 19 | 20 | 20 | 20 | 20 | 21 | 17 | 14 |  |  | 7     | 30º  |

| 2016 | Moto   |    |    |    |    |    |    |     |     |     |     |    |    |    |     |     |     |     |     |     |     |     |    |  |  |  |  |  |  | Punti | Pos. |
| ---- | ------ | -- | -- | -- | -- | -- | -- | --- | --- | --- | --- | -- | -- | -- | --- | --- | --- | --- | --- | --- | --- | --- | -- |  |  |  |  |  |  | ----- | ---- |
| 2016 | Yamaha | 19 | 19 | 22 | 22 | 20 | 22 | Inf | Inf | Inf | Inf | 19 | 21 | 18 | Rit | Inf | Inf | Inf | Inf | Inf | Inf | Rit | 21 |  |  |  |  |  |  | 0     |      |

| Legenda | 1º posto        | 2º posto            | 3º posto           | A punti      | Senza punti        | Grassetto – Pole position Corsivo – Giro più veloce |
| Legenda | Gara non valida | Non qual./Non part. | Ritirato/Non class | Squalificato | '-' Dato non disp. | Grassetto – Pole position Corsivo – Giro più veloce |